# Calloides magnificus
Calloides magnificus là một loài bọ cánh cứng trong họ Cerambycidae.